# (11050) Messiaen
(11050) Messiaen (1990 TE7) – planetoida z pasa głównego asteroid okrążająca Słońce w ciągu 5,13 lat w średniej odległości 2,97 j.a. Odkryta 13 października 1990 roku.